# Tipula fulvilineata
Tipula fulvilineata är en tvåvingeart som beskrevs av Doane 1912. Tipula fulvilineata ingår i släktet Tipula och familjen storharkrankar. Inga underarter finns listade i Catalogue of Life.